# Ilyas Chaira
Ilyas Chaira Oihi (in arabo إلياس شيرا أويهي‎?; 2 febbraio 2001) è un calciatore marocchino, attaccante del Real Oviedo.

## Biografia
Nato in Marocco, all'età di sei anni si è trasferito con la famiglia a Ripoll.

## Carriera

### Club
Chaira è cresciuto nel settore giovanile del Girona ed ha debuttato con la squadra riserve dei biancorossi nella stagione 2018-2019 in Primera Catalana. Il 9 settembre 2020 è stato ceduto in prestito all'Ibiza dove ha giocato il suo primo incontro ufficiale il 25 ottobre contro il La Nucía, trovando anche la sua prima rete. Il 21 agosto è stato prestato al 
Som Maresme ed il 14 luglio dell'anno successivo, con la stessa formula, è passato al San Fernando CD.
Il 6 luglio 2023 ha prolungato il contratto con il Girona fino al 2026 ed è stato prestato al Mirandés, con cui ha debuttato in Segunda División il 14 agosto nell'incontro vinto 4-0 contro l'Alcorcón. Il 24 agosto dell'anno successivo è passato in prestito al Real Oviedo.

### Nazionale
Ha giocato nella nazionale marocchina Under-18.

## Statistiche

### Presenze e reti nei club
Statistiche aggiornate al 15 novembre 2024.
| Stagione        | Squadra         | Campionato      | Campionato | Campionato | Coppe nazionali | Coppe nazionali | Coppe nazionali | Coppe continentali | Coppe continentali | Coppe continentali | Altre coppe | Altre coppe | Altre coppe | Totale | Totale | Totale |
| Stagione        | Squadra         | Comp            | Pres       | Reti       | Comp            | Pres            | Reti            | Comp               | Pres               | Reti               | Comp        | Pres        | Reti        | Pres   | Reti   |        |
| --------------- | --------------- | --------------- | ---------- | ---------- | --------------- | --------------- | --------------- | ------------------ | ------------------ | ------------------ | ----------- | ----------- | ----------- | ------ | ------ | ------ |
| 2018-2019       | Girona B        | PC              | 3          | 0          | -               | -               | -               | -                  | -                  | -                  | -           | -           | -           | 3      | 0      |        |
| 2020-2021       | Ibiza           | SDB             | 8          | 1          | CR              | 0               | 0               | -                  | -                  | -                  | -           | -           | -           | 8      | 1      |        |
| 2021-2022       | Som Maresme     | PDR             | 23         | 2          | CR              | 0               | 0               | -                  | -                  | -                  | -           | -           | -           | 23     | 2      |        |
| 2022-2023       | San Fernando CD | PF              | 31         | 11         | CR              | 0               | 0               | -                  | -                  | -                  | -           | -           | -           | 31     | 11     |        |
| 2023-2024       | Mirandés        | SD              | 38         | 5          | CR              | 1               | 0               | -                  | -                  | -                  | -           | -           | -           | 39     | 5      |        |
| 2024-2025       | Real Oviedo     | SD              | 12         | 3          | CR              | 1               | 0               | -                  | -                  | -                  | -           | -           | -           | 13     | 3      |        |
| Totale carriera | Totale carriera | Totale carriera | 115        | 22         |                 | 2               | 0               |                    | -                  | -                  |             | -           | -           | 117    | 22     |        |